# Blagny-sur-Vingeanne
Blagny-sur-Vingeanne è un comune francese di 132 abitanti situato nel dipartimento della Côte-d'Or nella regione della Borgogna-Franca Contea.

## Società

### Evoluzione demografica
Abitanti censiti